# Amoklauf von Ansbach
Der Amoklauf von Ansbach ereignete sich am Vormittag des 17. September 2009 am Gymnasium Carolinum in Ansbach, der Hauptstadt des bayerischen Bezirks Mittelfranken. Durch den Amoklauf an der Schule wurden zwei Schülerinnen schwer und sieben Schüler sowie eine Lehrerin leicht verletzt.

## Tathergang
Der Täter Georg R. betrat gegen 8:30 Uhr mit einem Beil, zwei Messern und drei Molotowcocktails bewaffnet das Schulgebäude. Er schleuderte einen Brandsatz in zwei Klassenräume einer neunten sowie einer zehnten Klasse. Nur der zweite Brandsatz zündete. Der Täter schlug anschließend mit dem Beil wahllos auf die aus dem Raum flüchtenden Schüler ein, als er vor dem Raum auf sie wartete. Er verletzte eine Schülerin mit dem Beil am Kopf, sie erlitt ein lebensgefährliches offenes Schädel-Hirn-Trauma. Eine andere Schülerin erlitt schwere Brandverletzungen, acht weitere Schüler wurden leicht verletzt. Ein 18-jähriger Schüler verständigte um 8:35 Uhr die Polizei, die kurze Zeit später eintraf. Anschließend begann dieser 18-Jährige, seit mehreren Jahren in der Freiwilligen Feuerwehr aktiv, mit den Löscharbeiten. Der Täter hatte sich zu diesem Zeitpunkt in einer Toilettenkabine eingeschlossen. Als er diese verließ, bedrohte er die Polizisten mit einem Messer, die daraufhin das Feuer eröffneten und den Täter um 8:43 Uhr mit drei Schüssen in Arm, Bauch und Brust schwer verletzten.

## Hintergründe
Der zum Tatzeitpunkt 18-jährige Täter war selbst Schüler am Carolinum und befand sich in psychotherapeutischer Behandlung. Er hatte den Amoklauf seit Monaten intensiv geplant und auch ein Testament vorbereitet. Seit Anfang Juni 2009 hatte er sich auf ein Datum für die Tat festgelegt, aufgrund von technischen Schwierigkeiten verschob er den Anschlag allerdings kurzfristig um einen Tag.
Als Motiv nannte der Täter, er sei in der Schule gemobbt worden und habe sich das Leben nehmen wollen. Zugleich habe er so viele Schüler und Lehrer wie möglich töten wollen. Die Staatsanwaltschaft kündigte an, die Schuldfähigkeit des Schülers prüfen zu lassen. Ein Haftbefehl wegen versuchten Mordes konnte kurz nach der Tat noch nicht vollstreckt werden.
Es wurden bei dem Täter keinerlei gewalthaltige Computerspiele, Gewaltvideos oder Schusswaffen gefunden. Während nach früheren Amokläufen häufig über Änderungen des Waffenrechts oder des Jugendschutzgesetzes debattiert wurde, beschränkte sich die Debatte nach diesem Amoklauf daher auf die Mobbingproblematik an Deutschlands Schulen.

## Auswirkungen
Als Reaktion auf den Amoklauf forderte die Gewerkschaft der Polizei die Einführung eines flächendeckenden Frühwarnsystems für Schulen. Mehrere Landesregierungen erklärten, die Zahl der Schulpsychologen und Sozialarbeiter aufstocken zu wollen. Der Deutsche Städte- und Gemeindebund sprach sich mit Blick auf den Amoklauf sowie den zeitnahen Tod von Dominik Brunner für einen Sachverständigenrat für Jugendgewalt aus, der dem Vorbild des Zuwanderungsrats folgen solle, der mit dem Bundesamt für Migration und Flüchtlinge zusammenarbeitet. Dieser Sachverständigenrat für Jugendgewalt solle Konzepte ausarbeiten, so etwa für die Nutzung des Internets für ein Antigewalttraining, sowie für mehr Sicherheit im öffentlichen Raum. Die Kommunen forderten außerdem eine Vernetzung von Erziehung, Justiz und Jugendamt sowie eine Sicherheitspartnerschaft von Polizei, Gemeinden, Schulen und Sportverbänden.
Der 18-Jährige, der den Notruf abgesetzt hatte, wurde von einem Mitschüler für den XY-Preis für Zivilcourage vorgeschlagen.

## Prozess und Unterbringung
Die Staatsanwaltschaft Ansbach warf dem zum Zeitpunkt des Prozessbeginns 19 Jahre alten Verdächtigen versuchten Mord in 47 Fällen, versuchten Totschlag in zwei Fällen, gefährliche Körperverletzung in 13 Fällen sowie versuchte besonders schwere Brandstiftung vor. Das Landgericht Ansbach eröffnete den Prozess am 22. April 2010, die Öffentlichkeit wurde nach Verlesung der Anklage bis zur Verkündung des Urteils ausgeschlossen. Am 29. April 2010 wurde der Täter unter anderem des versuchten Mordes in 47 Fällen schuldig gesprochen und zu neun Jahren Jugendstrafe verurteilt. Die Jugendstrafkammer des Landgerichtes Ansbach ordnete zudem als Maßregel die unbefristete Unterbringung in einer psychiatrischen Klinik an. Der Täter wurde zunächst im Bezirkskrankenhaus Straubing und später im Bezirkskrankenhaus Erlangen untergebracht. 2018 wurde eine Lockerung des Maßregelvollzugs abgelehnt. Im August 2025 kam er von einem genehmigten Ausgang nicht mehr zurück und ist seitdem flüchtig.